# Telmatherina bonti
Telmatherina bonti é uma espécie de peixe da família Telmatherinidae.
É endémica da Indonésia.